# Wilinton Techera
Wilinton Techera, vollständiger Name Wilinton Federico Techera Acosta, (* 12. Oktober 1985 in Tacuarembó) ist ein uruguayischer Fußballspieler.

## Karriere

### Vereine
Der 1,80 Meter große Defensivakteur Techera, der teilweise auch unter dem Namen Willington Techera geführt wird, stand zu Beginn seiner Karriere von 2005 bis Mitte Januar 2009 in Reihen der Mannschaft des Tacuarembó FC. Ab der Saison 2005 kam er dort saisonübergreifend bis in die Spielzeit 2008/09 zu 73 Einsätzen in der Primera División und schoss zwei Tore. Sodann spielte er bis Ende Juli 2009 für CD Olimpia aus der honduranischen Hauptstadt Tegucigalpa. In der Saison 2009/10 gehörte er dem Kader des Club Atlético Peñarol an. Er trug bei den „Aurinegros“ mit neun Erstligaeinsätzen (kein Tor) zum Gewinn der uruguayischen Meisterschaft am Saisonende bei. Sodann war er von Juli 2010 bis August 2012 für die Rampla Juniors aktiv. Dort traf er zweimal bei 31 Einsätzen in der höchsten uruguayischen Spielklasse ins gegnerische Tor. Es folgte ein bis Ende Juni 2013 währendes Engagement bei Centro Atlético Fénix. Bei den Montevideanern absolvierte er 14 Erstligaspiele und schoss ein Tor. Mindestens ab der Clausura 2014 gehörte er dem Kader des Zweitligisten Club Atlético Torque an. In jener Halbserie kam er dort neunmal ohne persönlichen Torerfolg zum Einsatz. In der Spielzeit 2014/15 erzielte er dann 13 Treffer bei 23 Einsätzen in der Segunda División. Im September 2015 kehrte er zu den Rampla Juniors zurück, für die er bis zum Ende der Saison 2016 zunächst 15 Zweitligapartien (ein Tor) und nach dem Aufstieg 14 Erstligabegegnungen (kein Tor) bestritt. Im Januar 2017 verpflichtete ihn Deportivo Mictlán. Bei den Guatemalteken lief er bislang (Stand: 15. März 2017) in zehn Ligaspielen (kein Tor) auf.

### Erfolge
- Uruguayischer Meister: 2009/10